# Othman El Ouamari
Othman El Ouamari (27 oktober 2003) is een Belgisch voetballer die in het seizoen 2022/23 door RWDM wordt uitgeleend aan SK Pepingen-Halle.

## Carrière
El Ouamari genoot zijn jeugdopleiding bij RWDM. In december 2021 ondertekende hij er een profcontract tot medio 2023. Op 25 januari 2022 maakte hij zijn officiële debuut in het eerste elftal van de club: in de competitiewedstrijd tegen KVC Westerlo (0-2-verlies) liet trainer Vincent Euvrard hem in de 81e minuut invallen voor William Togui.
In september 2022 werd El Ouamari voor een seizoen uitgeleend aan SK Pepingen-Halle, een partnerclub van RWDM.

## Clubstatistieken
| Seizoen         | Club                | Land            | Competitie      | Competitie | Competitie | Beker | Beker | Supercup | Supercup | Europees | Europees | Totaal | Totaal |
| Seizoen         | Club                | Land            | Competitie      | Wed.       | Dlp.       | Wed.  | Dlp.  | Wed.     | Dlp.     | Wed.     | Dlp.     | Wed.   | Dlp.   |
| --------------- | ------------------- | --------------- | --------------- | ---------- | ---------- | ----- | ----- | -------- | -------- | -------- | -------- | ------ | ------ |
| 2021/22         | RWDM                | Vlag van België | Eerste klasse B | 1          | 0          | 0     | 0     | —        | —        | —        | —        | 1      | 0      |
| 2022/23         | → SK Pepingen-Halle | Vlag van België | Tweede afdeling | 2          | 0          | 0     | 0     | —        | —        | —        | —        | 2      | 0      |
| Carrière totaal | Carrière totaal     | Carrière totaal | Carrière totaal | 3          | 0          | 0     | 0     | 0        | 0        | 0        | 0        | 3      | 0      |

Bijgewerkt op 24 september 2022.